# 愛知県立長久手高等学校
愛知県立長久手高等学校（あいちけんりつながくてこうとうがっこう）は、愛知県長久手市岩作高山に所在する公立の高等学校。

## 概要
1951年（昭和26年）に愛知県立猿投農林高等学校の分校として設立された。略称は「長高」。

## 設置学科
- 普通科
  - 医療・看護コース

## 沿革
- 1951年（昭和26年） - 愛知県立猿投農林高等学校長久手分校として開校。定時制農業科として発足。
- 1952年（昭和27年） - 定時制家政科を設立。
- 1955年（昭和30年） - 愛知県立長久手高等学校として独立。
- 1959年（昭和34年） - 定時制を廃止。農業科と農村家庭科の全日制。
- 1962年（昭和37年） - 全日制普通科設立。
- 1963年（昭和38年） - 家庭科を家政科に改称。
- 1965年（昭和40年） - 農業科募集停止。
- 1968年（昭和43年） - 家政科募集停止。
- 2018年（平成30年）4月 - 医療看護コース設置。

## 交通アクセス
鉄道駅から離れていることもあり、自転車通学が多い。一時期は生徒の90%以上が該当。

### 主な公共交通機関
- 名鉄バス・名鉄基幹バスの各バス停よりの徒歩所要時間
  - 「長久手高校東門」：1分
  - 「長久手高校北」：3分
  - 「晴丘」：10分
  - 「隅田」：5分
  - 「研究棟前」：8分
  - 「長久手文化の家北」：15分[1]。
- 愛知高速交通東部丘陵線（リニモ）「はなみずき通駅」より徒歩で約20分[1]。

## 出身者
- かとうかず子（女優）
- coba（アコーディオニスト、作曲家）
- 田岡信樹（建築写真家）
- 浅井健一（ミュージシャン） - 中退
- 柴田俊明（画家）
- すぎはらけいたろう（絵本作家）
- 山田まひろ（アイドル、サムサム）
- 羽根彩夏（プロ棋士）
- 川合登志和(TOPPY)（放送作家）
- 秋山仁志（九州朝日放送アナウンサー）